# Aemilia Materna Thermantia
Aemilia Materna Thermantia, född okänt år, död före 30 juli 415, var en romersk kejsarinna, gift med kejsar Honorius. Hon var dotter till generalen Stilicho och adelsdamen Serena och syster till Eucherius och Maria; hennes mor var brorsdotter till kejsar Theodosius I.
Thermantia blev bortgift med sin andrekusin och före detta svåger Honorius efter att Honorius första hustru, hennes syster Maria, hade dött. Enligt Zosimos stöddes äktenskapet av både Honorius och hennes mor Serena, men inte av Stilicho. Samma år störtades hennes far från sin ställning och dödades. Honorius skilde sig då från Thermantia och lät föra henne tillbaka till sin mor, medan hennes bror Eucherius arresterades och avrättades. Thermantia själv ansågs inte ha någon del i faderns affärer. Strax före Roms fall 410, då staden belägrades av västgoterna, avrättades Thermantias mor Serena med stöd av Galla Placidia, anklagad för att ha konspirerat med västgoterna. Det finns inga uppgifter om hur Thermantia förhöll sig till denna affär. Nyheterna om hennes död kom till Konstantinopel den 30 juli 415, och hon ska då ha varit död i månader.